# Modiste
Le modiste est un créateur de chapeaux, lesquels sont souvent vendus en tant que pièces uniques. La création de chapeaux tient compte de différents critères : personnalité, physique, circonstance, budget. Les clients sont les particuliers, les théâtres et le cinéma.
Une nouvelle définition est donnée par le référentiel des compétences du concours « Un des Meilleurs Ouvriers de France » :
« Le modiste est capable, dans le cadre de son activité professionnelle de Modiste (ville et spectacle) de réaliser des chapeaux féminins et masculins, à caractère créatif et unitaire, ou en petite série. Par le renouvellement d’un artisanat professionnel de qualité. Compte tenu de la grande diversité des chapeaux, des évolutions matières et outillages, il est apte à utiliser toutes les techniques du métier, afin de réaliser, dans les délais prescrits, des travaux à caractères polyvalents, en respectant des critères de qualité, d’esthétique et de créativité. »
Ce métier était fort pratiqué par les femmes au début du XXe siècle, grande période de la mode du chapeau. Il était alors beaucoup moins « huppé », plus banalisé et plus répandu qu'il ne l'est aujourd'hui. Cependant, les modistes avaient le privilège de livrer leurs créations par le grand escalier et non par l'entrée des fournisseurs.
En France, Sainte Catherine est la patronne des modistes. Les jeunes femmes âgées de 25 ans non mariées qui travaillent dans l'industrie du vêtement sont surnommées « catherinettes ». Le 25 novembre, jour de la Sainte Catherine, elles se doivent de porter un chapeau souvent « farfelu », fabriqué par leurs amies. Cette tradition du XIXe siècle subsiste encore dans le milieu de la mode.
En France, le premier diplôme de la profession est le CAP. L'intitulé Mode et chapellerie sera remplacé par Chapelier - Modiste pour la session de 2014 (arrêté du 9-12-2011 - J.O. du 18-12-2011). Il est possible de le préparer en enseignement initial, en apprentissage et en VAE. Les académies de Lyon, Caen et Paris proposent des formations et sont centres d'examen.
L'examen « Concours Un des Meilleurs Ouvriers de France modiste » est reconnu en tant que diplôme de niveau III.